# WeSpot
WeSpot AB grundades 1999 av C Technologies. Innan namnbytet till WeSpot hette bolaget BigBrother Technologies AB. 
Före bolagsbildningen drevs grundidén som ett projekt i C Technologies inledningsvis med hjälp av Christian Merheim, Andreas Rodman och Christer Fåhraeus.
Bolaget tog fram flera internationellt mycket uppmärksammade produkter med bildanalys som huvudverktyg: sensorer med bildverifiering till säkerhetsindustrin, automatiska dörröppnare, äldrevårdssensorer och biometriska sensorer.
Lars Holmqvist ledde bolaget från bolagsbildning 1999 till bolagsförsäljning i juni 2005.
Under 2004 gjordes en management buyout och de anställda klev in som huvudägare. Före utköpet var bolagets huvudägare Anoto och fyra riskkapitalbolag.
Efter ägarändringen ändrades bolagets inriktning och allt fokus lades på att färdigställa äldrevårdssensorn, få ut denna på marknaden och genomföra kraftiga kostnadsneddragningar. Detta lyckades och bolaget gick med vinst inom 6 månader och inom 12 månader blev bolaget sålt till sensorbolaget Secumatic i Holland.
WeSpot äldrevårdssensor säljs idag (2008) i flera europeiska länder.